# Kim Yung-kil
Kim Yung-kil est un footballeur nord-coréen né le 29 janvier 1944. Il évoluait au poste de défenseur.

## Biographie
Le 24 novembre 1965, il joue avec l'équipe de Corée du Nord un match contre l'Australie rentrant dans le cadre des éliminatoires du mondial 1966.
Kim Yung-kil participe avec l'équipe de Corée du Nord à la Coupe du monde 1966 organisé en Angleterre. Lors du mondial, il ne joue aucun match.